# Stictopisthus carbonarius
Stictopisthus carbonarius är en stekelart som först beskrevs av Pierre L. G. Benoit 1955.  Stictopisthus carbonarius ingår i släktet Stictopisthus och familjen brokparasitsteklar. Inga underarter finns listade i Catalogue of Life.